# Cseke Ákos
Cseke Ákos (Paks, 1976. március 24. –) magyar filozófus.

## Pályafutása
Tanulmányait a Pázmány Péter Katolikus Egyetemen és a Fribourgi Egyetemen végezte. PhD-fokozatát 2005-ben szerezte a Sorbonne-Paris IV egyetemen középkori filozófiából.
2005-től 2021-ig a Pázmány Péter Katolikus Egyetem tanára, 2015-től habilitált egyetemi docense.
2021-től a párizsi Liszt Intézet tudományos és oktatási ügyekért felelős diplomatája.

## Művei
- Magyar, irodalom; Kortárs, Budapest, 2020 (Kortárs esszék)
- Nem halhatsz meg, Kortárs, Budapest, 2018
- Szabadság, L’Harmattan, Budapest, 2016
- Igaz szó, igaz élet. A kései Foucault és az igazság története, L’Harmattan, Budapest, 2015
- Mennyi boldogságot bír el az ember?, Kortárs, Budapest, 2014
- A középkor és az esztétika, Akadémiai, Budapest, 2011
- A távol közelében, Kairosz, Budapest, 2011
- A tisztaság könyve (Tverdota Györggyel), Universitas, Budapest, 2009

## Fordításai
- Foucault, Michel: Az igazság bátorsága. Előadások a Collège de France-ban, 1984 [ford. Cseke Ákos], Atlantisz, Budapest, 2019
- Marion, Jean-Luc: A látható kereszteződése [ford. Cseke Ákos], Bencés Kiadó, Pannonhalma, 2013
- Hadot, Pierre: Plótinosz avagy a tekintet egyszerűsége [ford. Cseke Ákos], Kairosz, Budapest, 2013
- Moisset, Jean-Pierre: A katolicizmus története [ford. Cseke Ákos, Désfalvi–Tóth András], Bencés Kiadó, Pannonhalma, 2012
- Hadot, Pierre: A lélek iskolája. Lelkigyakorlatok és ókori filozófia [ford. és az utószót írta Cseke Ákos], Kairosz, Budapest, 2010
- Chrétien, Jean-Louis: A felejthetetlen és a nem remélt [ford. Cseke Ákos], Vigilia, Budapest, 2010
- Hamman, Adalbert-Gautier: Hogyan olvassuk az egyházatyákat? [ford. Cseke Ákos, Nagy Zsolt], Bencés Kiadó, Pannonhalma, 2009
- Marcel, Gabriel: A misztérium bölcselete. Válogatott írások [ford. Bende József, Cseke Ákos, Nagy Zsolt Péter], Vigilia, Budapest, 2007

## Köteteiről írt ismertetők
- Handó Péter: Cseke Ákos: Magyar, irodalom, Kortárs 2021/10, 101-105.
- Juhász Attila: Koncentrikus utórezgések (Cseke Ákos: Magyar, irodalom), Műhely, 2021/4, 76-79.
- Balogh Ákos: Oda, vissza, oda (Cseke Ákos: Nem halhatsz meg), Új Forrás, 2020/1, 66-70.
- Kis Petronella: Cseke Ákos: Nem halhatsz meg, Kortárs, 2019/5, 113–115.
- Bacsó Béla: Ex libris, Élet és irodalom, 2019. február 1, 19.
- Várkonyi Borbála: Kilépni. Cseke Ákos: Szabadság, L’Harmattan, Budapest, 2016. Credo, 2016/3-4, 98-100.
- Paár Tamás: A kései igazság – Foucault története, 2018. augusztus 21.
- Darida Veronika: Ex libris (Bartók Imre: A hamis alef, Sajó Sándor: Majdnem minden, Somlyó Bálint: Kerülő úton, Cseke Ákos: Mennyi boldogságot bír el az ember?) Élet és irodalom, 2015. november 27, 19.
- Szénási Zoltán: Szerelem, írás, olvasás (Cseke Ákos: Mennyi boldogságot bír el az ember?), Jelenkor, 2015/10, 1143–1146.
- Deczki Sarolta: Kísérletezni önmagunkkal (Cseke Ákos: Mennyi boldogságot bír el az ember?), Új Forrás, 2015/7, 44–46.
- Haklik Norbert: Egy esszéíró bátorsága. Cseke Ákos: Mennyi boldogságot bír el az ember?, Kortárs, Budapest, 2015, Kortárs, 2015/6, 81–84.
- Papp Máté: Másfél mázsa boldogság. Cseke Ákos: Mennyi boldogságot bír el az ember?, Kortárs, Budapest, 2015, Kortárs, 2015/6, 84–88.
- Soltész Márton: Lélektörténet és „testiismeret”. Cseke Ákos: Mennyi boldogságot bír el az ember?, Kortárs, Budapest, 2015, Kortárs, 2015/6, 88–91. (Lásd: Ideológiák horizontváltása, Orpheusz, Budapest, 2018, 272–274.)
- Heidl György: A szépség bölcselete és a művészet szépsége (Cseke Ákos: A középkor és az esztétika), Jelenkor 2011/12, 1295–1299.
- Görföl Balázs: Bátor nyughatatlanság (Cseke Ákos: A távol közelében), Új Forrás 2013/1, 59–66.
- Ács Margit: Ahol ember voltunk megszületik – Cseke Ákos: A távol közelében, Kortárs 2013/6, 86–92.
- Földes Györgyi: Jobb kéz, bal kéz. Cseke Ákos–Tverdota György: A tisztaság könyve, Új Forrás, 2010/10, 97–106.

## Díjai, kitüntetései
- 2015 A Magyar Érdemrend lovagkeresztje[7]
- 2012 Akadémiai Nívódíj (A középkor és az esztétika című könyvért)[8]
- 2011 Magyar Tudományos Akadémia, Talentum Díj (társadalomtudományi kategória)[9]